# Angelica (Wisconsin)
Angelica – miasto w Stanach Zjednoczonych, w stanie Wisconsin, w hrabstwie Shawano.